# 福田翔生
福田 翔生（ふくだ しょう、2001年3月23日 - ）は、福岡県北九州市小倉南区出身のプロサッカー選手。デンマーク・スーペルリーガ・ブレンビーIF所属。ポジションはフォワード、ミッドフィールダー。
実兄の福田湧矢（東京ヴェルディ所属）、双子の福田凌生（九州サッカーリーグ・KMGホールディングスFC所属）もプロサッカー選手。

## 経歴

### FC今治
2019年、東福岡高校からFC今治へ加入した。4年間所属したものの、出場機会も少なく、目立った活躍はできなかった。2022年11月18日、FC今治との契約満了を発表。

### Y.S.C.C.横浜
2023年、Y.S.C.C.横浜へ移籍。J3で21試合に出場し11得点を記録。移籍初年度で今治時代を大きく上回る活躍でチームに貢献。6月10日、第13節の愛媛FC戦ではプロ入り初のハットトリックを達成。

### 湘南ベルマーレ
2023年8月17日、湘南ベルマーレへ完全移籍。8月25日、第25節の浦和レッズ戦で途中出場し、J1デビューを果たす。
2024年4月13日、第8節の横浜F・マリノス戦で、J1初ゴールを決めた。

### ブレンビーIF
2025年6月26日、4年契約でデンマークのブレンビーIFに完全移籍することが発表された。なお、湘南では7月5日のヴィッセル神戸戦が出場可能な最後の試合となり、翌6日にセレモニーを行う予定である。

## 所属クラブ
- 小倉南FC（北九州市立田原小学校）[1]
- 小倉南フットボールクラブジュニアユース（北九州市立田原中学校）[1]
- 東福岡高等学校
- 2019年 - 2022年  FC今治
- 2023年 - 同年8月  Y.S.C.C.横浜
- 2023年8月 - 2025年7月  湘南ベルマーレ
- 2025年7月 -  ブレンビーIF

## 個人成績
| 国内大会個人成績 | 国内大会個人成績 | 国内大会個人成績 | 国内大会個人成績 | 国内大会個人成績 | 国内大会個人成績 | 国内大会個人成績 | 国内大会個人成績 | 国内大会個人成績 | 国内大会個人成績 | 国内大会個人成績 | 国内大会個人成績 |
| 年度             | クラブ           | 背番号           | リーグ           | リーグ戦         | リーグ戦         | リーグ杯         | リーグ杯         | オープン杯       | オープン杯       | 期間通算         | 期間通算         |
| 年度             | クラブ           | 背番号           | リーグ           | 出場             | 得点             | 出場             | 得点             | 出場             | 得点             | 出場             | 得点             |
| 日本             | 日本             | 日本             | 日本             | リーグ戦         | リーグ戦         | リーグ杯         | リーグ杯         | 天皇杯           | 天皇杯           | 期間通算         | 期間通算         |
| ---------------- | ---------------- | ---------------- | ---------------- | ---------------- | ---------------- | ---------------- | ---------------- | ---------------- | ---------------- | ---------------- | ---------------- |
| 2019             | 今治             | 19               | JFL              | 3                | 0                | -                | -                | -                | -                | 3                | 0                |
| 2020             | 今治             | 15               | J3               | 18               | 0                | -                | -                | -                | -                | 18               | 0                |
| 2021             | 今治             | 15               | J3               | 3                | 0                | -                | -                | 1                | 0                | 4                | 0                |
| 2022             | 今治             | 10               | J3               | 12               | 0                | -                | -                | 0                | 0                | 12               | 0                |
| 2023             | YS横浜           | 21               | J3               | 21               | 11               | -                | -                | -                | -                | 21               | 11               |
| 2023             | 湘南             | 19               | J1               | 10               | 0                | -                | -                | 1                | 0                | 11               | 0                |
| 2024             | 湘南             | 19               | J1               | 34               | 10               | 1                | 1                | 3                | 0                | 38               | 11               |
| 2025             | 湘南             | 19               | J1               |                  |                  |                  |                  |                  |                  |                  |                  |
| 通算             | 日本             | 日本             | J1               | 44               | 10               | 1                | 1                | 4                | 0                | 49               | 11               |
| 通算             | 日本             | 日本             | J3               | 54               | 11               | -                | -                | 1                | 0                | 55               | 11               |
| 通算             | 日本             | 日本             | JFL              | 3                | 0                | -                | -                | -                | -                | 3                | 0                |
| 総通算           | 総通算           | 総通算           | 総通算           | 101              | 21               | 1                | 1                | 5                | 0                | 107              | 22               |

その他の公式戦
- 2023年
  - 神奈川県サッカー選手権大会 1試合0得点

出場歴
- Jリーグ初出場 - 2020年7月4日 J3第2節 vsロアッソ熊本（ありがとうサービス. 夢スタジアム）
- Jリーグ初得点 - 2023年3月11日 J3第2節 vsガイナーレ鳥取（ニッパツ三ツ沢球技場）
- Jリーグ初ハットトリック - 2023年6月10日 J3第13節 vs愛媛FC（ニッパツ三ツ沢球技場）

## タイトル

### クラブ
FC今治
- 愛媛県サッカー選手権大会：2回（2021年、2022年）